# Denshi Sentai Denziman
Battle Fever J Sun Vulcan
Denshi Sentai Denziman (電子戦隊デンジマン, Denshi Sentai Denjiman, littéralement Denziman , l'escadron électronique') est une série télévisée japonaise du genre sentai en 51 épisodes de 30 minutes produite en 1980. Elle succède à Battle Fever J, et est comme elle une coproduction entre Marvel et Toei.
Denziman est la première série à avoir des costumes dessinés par Bandai, ce qui sera par la suite une constante dans le sentai. Pour la première fois également, le robot géant de l'équipe possède une forme alternative : il se transforme depuis un véhicule.

## Synopsis
Il y a 3000 ans, la planète Denzi (デンジ星, Denji-sei) fut dévastée par le clan Vader. Mais l'île Denziland (デンジランド, Denjirando) fut envoyée sur Terre avec à son bord, un chien-robot nommé IC. Un jour l'ordinateur de Denziland détecta la présence du clan Vader sur Terre, et réveilla IC. Le chien-robot partit alors en quête de cinq personnes, afin de former une équipe chargée de lutter contre le clan Vader.

## Personnages

### Denzimen
- Ippei Akaki (赤城　一平, Akaki Ippei?) / Denzi Red (デンジレッド, Denji Reddo?) : Il adore l'anpan.
  - Mouvements spéciaux : Denzi Vacuum Kick (デンジ真空蹴り, Denji Shinku Keri?), Denzi Punch (デンジパンチ, Denji Panchi?)
- Daigorô Ôme (青梅　大五郎, Ōme Daigorō?) / Denzi Blue (デンジブルー, Denji Burū?) :
  - Mouvements spéciaux : Blue Rocket (ブルーロケット, Burū Roketto?), Blue Screw Kick (ブルースクリューキック, Burū Sukuryū Kikku?), Blue Snake (ブルースネーク, Burū Sunēku?), Denzi Drill (デンジドリル, Denji Doriru?), Monkey Rotation (猿回り, Saru Mawari?), Kangaroo Kick (カンガルーキックオフ, Kangarū Kikku?), Blue Cat (ブルーキャット, Burū Kyatto?)
- Jun Kiyama (黄山　純, Kiyama Jun?) / Denzi Yellow (デンジイエロー, Denji Ierō?) :
  - Mouvements spéciaux : Denzi Suplex (デンジスープレックス, Denji Sūpurekkusu?), Flying Attack (フライングアタック, Furaingu Atakku?), Hammer Punch (ハンマーパンチ, Hanmā Panchi?), Yellow Headbutt (イエローヘッドバット, Ierō Heddobatto?), Denzi Pile Diver (デンジパイルダイバー, Denji Pairu Daibā?)
- Tatsuya Midorikawa (緑川　達也, Midorikawa Tatsuya?) / Denzi Green (デンジグリーン, Denji Gurīn?) :
  - Mouvements spéciaux : Green Spin Kick (グリーンスピンキック, Gurīn Supin Kikku?)
- Akira Momoi (桃井　あきら, Momoi Akira?) / Denzi Pink (デンジピンク, Denji Pinku?) : 
  - Mouvements spéciaux : Denzi Thunder (デンジサンダー, Denji Sandā?)

L'appel nominal se conclut par « Miyo ! » (見よ！, Miyo!), suivi de « Denshi Sentai Denziman !! » (電子戦隊デンジマン！！, Denshi Sentai Denjiman!!)

### Alliés
- IC le Denzi-chien (デンジ犬アイシー, Denji Ken Ai Shī?)
- Princesse Denzi (デンジ姫, Denji Hime?) (épisodes 26-29, film)

### Clan Vader
Le clan Vader (ベーダー一族, Bēdā Ichizoku) est une tribu barbare originaire d'une autre dimension ; gouverné par la reine Hedrian, Vader entend polluer la Terre et la remodeler à sa guise.
- Reine Hedrian (ヘドリアン女王, Hedorian Joō?)
- Général Hedrer (ヘドラー将軍, Hedorā Shōgun?)
- Keller et Mirror (ケラー＆ミラー, Kerā to Mirā?)
- Roi démoniaque Banriki (バンリキ魔王, Banriki Maō?) (épisodes 37-51)

- Les Dustlers (ダストラー, Dasutorā?) sont les fantassins du clan.
- Les monstres Vader (ベーダー怪物, Bēdā Kaibutsu?) sont les monstres envoyés sur Terre par le clan.

## Arsenal
- Denzi Ring (デンジリング, Denjiringu?) : Anneau utilisé pour se transformer.

- Denzi Stick (デンジスティック, Denjisutikku?) : Arme standard. Ils peuvent s'assembler pour former l'attaque Denzi Boomerang (デンジブーメラン, Denjibūmeran?).
- Denzi Punch (デンジパンチ, Denjipanchi?)

### Véhicules
- Denzi Machine (デンジマシーン, Denjimashīn?) : Moto pilotée par Denzi Red. Elle est équipée d'un side-car dans lequel s'installe Denzi Pink.
- Denzi Buggy (デンジバギー, Denjibagī?) : Buggy piloté par Denzi Blue ; il embarque également Denzi Yellow et Denzi Green.

### Mecha
- Denzi Tiger (デンジタイガー, Denjitaigā?) : Vaisseau volant qui transporte le Denzi Fighter sur les lieux de la bataille. Il peut également se déplacer sur terre et sous l'eau, et est équipé de canons.
- Denzi Fighter (デンジファイター, Denjifaitā?) : Chasseur qui se transforme en Daidenzin (ダイデンジン, Daidenjin?), robot géant de l'équipe Denziman.

## Épisodes
1. Take the Express to the Super Fortress (超要塞へ急行せよ, Chō Yōsai e Kyūkō Seyo?)
2. The Cannibalism Soap Bubbles (人喰いシャボン玉, Hito-kui Shabondama?)
3. Oil Hell, Big Panic (油地獄大パニック, Abura Jigoku Dai Panikku?)
4. Vader Demon Castle, Pursuit (ベーダー魔城追撃, Bēdā Mashiro Tsuigeki?)
5. The Red Poison Flower That Crawls up the Wall (壁に蠢く赤い毒花, Kabe ni Ugomeku Akai Doku Hana?)
6. A Girl's Demon Offshoot (悪魔分身の少女, Akuma Bunshin no Shōjo?)
7. The Great Tragedy of Denzistar (デンジ星の大悲劇, Denjisei no Dai Higeki?)
8. The Skeleton Town's Great Demon King (白骨都市の大魔王, Hakkotsu Toshi no Daimaō?)
9. The Bizarre Telephone That Calls Death (死を呼ぶ怪奇電話, Shi o Yobu Kaiki Denwa?)
10. Magical Cooking Love!? (魔法料理大好き！？, Mahō Ryōri Daisuki!??)
11. Chase the Life-Stealer (いのち泥棒を追え, Inochi Dorobō o Oe?)
12. The Dangerous Child Spy (危険な子供スパイ, Kiken na Kodomo Supai?)
13. The Rainbow-Colored Balloon is Torn (割れた虹色の風船, Wareta Niji-iro no Fūsen?)
14. Come to the 100-Point Cram School (100点塾へおいで, Hyakuten-Juku e Oide?)
15. An Invitation to the Garden of Evil (悪の園への招待状, Aku no Sono e no Shōtaijō?)
16. Smash the Hot Sea Conspiracy (熱海の陰謀を砕け, Netsu Umi no Inbō o Kudake?)
17. Don't Cry! Baseball Novice (泣くな！野球小僧, Naku na! Yakyū Kozō?)
18. Romance Blooms at the Southern Sea (南海に咲くロマン, Nankai ni Saku Roman?)
19. My Prince of the Stars (私の星の王子さま, Watashi no Hoshi no Ōjisama?)
20. Gorilla Boy's Great Riot (ゴリラ少年大暴れ, Gorira Shōnen Dai Abareru?)
21. Attack the Grim Reaper Faction (死神党を攻撃せよ！, Shinigami Tō o Kōgeki Seyo?)
22. Super Time, Strange Experience (超時間ふしぎ体験, Chō Jikan Fushigi Taiken?)
23. A Demon That Walks Above the Ceiling (天井裏を歩く悪魔, Tenjōura o Aruku Akuma?)
24. The Man With the Mysterious Power to Affix Traps (罠をはる怪力男, Wana o Haru Kairiki Otoko?)
25. The Tiger's Hole is an Escape Maze (虎の穴は逃走迷路, Tora no Ana wa Tōsō Meiro?)
26. Princess Denzi's Space Tune (デンジ姫の宇宙曲, Denji-hime no Uchū Kyoku?)
27. Red Beetle Bomb (赤いカブト虫爆弾, Akai Kabutomushi Bakudan?)
28. The Secret Butcher of the Cursed House (呪いの館の密殺者, Noroi no Kan no Missatsusha?)
29. The ESPer Detective's Raid (超能力刑事の急襲, Chōnōryoku Keiji no Kyūshū?)
30. Missing, Stolen, Gone (消えた盗んだ出た, Kieta Musunda Deta?)
31. The Magician's Battle of Secret Arts (魔法使い秘術合戦, Mahōtsukai Hijutsu Kassen?)
32. Hell's Great Shooting Battle (地獄の大銃撃戦, Jigoku no Dai Jūgekisen?)
33. The Bloodsucking Instrument Lesson (吸血楽器レッスン, Kyūketsu Gakki Ressun?)
34. The Sad Orphan's Tale (哀しい捨て子の物語, Kanashii Sutego no Monogatari?)
35. The Puzzling Weaver Princess (謎のはたおり姫, Nazo no Hataori Hime?)
36. Poem of the Brave Puppy (勇気ある仔犬の詩, Yūki Aru Koinu no Shi?)
37. Brute Force Brute Force Devil (蛮力バンリキ魔王, Banryoku Banriki Maō?)
38. The Infinite Demon Sky's Great Adventure (無限魔空の大冒険, Mugen Ma Sora no Daibōken?)
39. The Queen's Angry Apparition Art (女王怒りの妖魔術, Joō Ikari no Yōma Jutsu?)
40. The Champion's Enemy (チャンピオンの敵, Chanpion no Teki?)
41. The Greatest All-Out War in History (史上最大の総力戦, Shijō Saidai no Sōryokusen?)
42. The Bad Dream That Ate Boys (少年を喰う悪い夢, Shōnen o Kū Warui Yume?)
43. The Puzzling Spectrum Lady (謎なぞ七色レディ, Nazonazo Shichijoku Redi?)
44. The Tale of the Strange Lamp (不思議ランプ物語, Fushigi Ranpu Monogatari?)
45. Princess Denzi was Two People (二人いたデンジ姫, Futari Ita Denji-hime?)
46. Starvation Hell X Plan (腹ペコ地獄X計画, Harapeko Jigoku Ekkusu Keikaku?)
47. The Mermaid Who Disappeared in the Morning Sun (朝日に消えた人魚, Asahi ni Kieta Ningyo?)
48. The Brute Force Devil Rebellion (バンリキ魔王反乱, Banriki Maō Hanran?)
49. Vader Castle Big Disaster (ベーダー城大異変, Bēdā-Jō Taiihen?)
50. The Shogun Dies Twice (将軍は二度死ぬ, Shōgun wa Nido Shinu?)
51. Resound, Bells of Hope! (ひびけ希望の鐘よ, Hibike Kibō no Kane yo?)

## Fiche technique

### Distribution
Denzimen
- Shinichi Yūki : Ippei Akaki / Denzi Red
- Kenji Ōba : Daigorô Ôme / Denzi Blue
- Eīchi Tsuyama : Jun Kiyama / Denzi Yellow
- Naoya Uchida : Tatsuya Midorikawa / Denzi Green
- Akira Koizumi : Akira Momoi / Denzi Pink

Soutien
- Hisako Kyōda : Voix d'IC le DenziChien
- Yūko Funakura : Princesse Denzi

Clan Vader
- Machiko Soga : Reine Hedrian
- Shinji Tōdō : Général Hedrer
- Rie Mikawa : Mirror
- : Keller
- Hitoshi Ōmae : Roi Banriki

### Génériques
- Ouverture : Ah Denshi Sentai Denziman (ああ電子戦隊デンジマン, Aa Denshi Sentai Denziman?)
  - Auteur : Kazuo Koike
  - Compositeur : Michiaki Watanabe
  - Interprète : Ken Narita et Koorogi '73

- Fin : Denziman ni Makasero! (デンジマンにまかせろ！, Denjiman ni Makasero!?)
  - Auteur : Kazuo Koike
  - Compositeur : Michiaki Watanabe
  - Interprète : Ken Narita

## Film
- Denziman (電子戦隊デンジマン, Denshi Sentai Denjiman?) : L'histoire de ce film se déroule entre les épisodes 25 et 26.

## Autour de la série
- Le vingt-neuvième épisode de Denziman marque aussi le deux-centième épisode de la franchise Super Sentai Series.
- Quatre mangas de différents auteurs ont été adaptés de cette série.
- Avant de devenir Bandora dans la série Zyurangers, puis Rita Repulsa dans l'adaptation internationale de cette dernière, à savoir Mighty Morphin Power Rangers, l'actrice Machiko Soga incarne ici son premier rôle dans la franchise des Super Sentai, à savoir celui de la reine Hedrian, l'antagoniste principale de la série. Elle rééditera douze ans après Zyuranger, soit en 2004, en assumant cette fois le rôle d'une gentille de second plan, la céleste Magiel. Ce sera, malheureusement, son dernier rôle dans la franchise avant sa mort en 2006.
- Kenji Oba, qui incarne Denzi Blue, à savoir le ranger bleu, en est quant à lui à sa seconde présence dans la franchise, ayant incarné Battle Kenya (le ranger noir) dans la série précédente, Battle Fever J. Il s'illustrera ensuite dans la franchise parrallèle des Metal Heroes, en incarnant le Metal Hero inaugural, à savoir Gavan (Gordan en vf), plus connu à l'international sous le nom de X-Or. Il sera également présent dans les saisons suivantes Sharivan, Shaider et Metalder, puis rejoindra la franchise Kamen Rider avant de revenir plus tard dans les Super Sentai, puis plus récemment de reprendre son rôle de Gavan / X-Or dans des crossover contre les Sentai de l'époque. Kenji Oba incarna également le serveur de sushis dans le film Kill Bill.